# Eygluy-Escoulin
Eygluy-Escoulin település Franciaországban, Drôme megyében. Lakosainak száma 60 fő (2022. január 1.). Eygluy-Escoulin Beaufort-sur-Gervanne, Montclar-sur-Gervanne, Omblèze, Plan-de-Baix, Pontaix, Saint-Andéol, Saint-Julien-en-Quint, Vachères-en-Quint és Saillans községekkel határos.

## Népesség
A település népességének változása:
| Lakosok száma | 47   | 57   | 40   | 65   | 52   | 61   | 67   | 74   | 69   | 60   |
|               | 1968 | 1982 | 1990 | 2006 | 2013 | 2015 | 2017 | 2019 | 2020 | 2022 |